# Landkreis Nienburg/Weser
Landkreis Nienburg/Weser er en Landkreis i den sydlige centrale del af den tyske delstat Niedersachsen med administrationen beliggende i byen Nienburg. 

## Geografi
Landkreisen ligger mellem Bremen og Hanover. Floden Weser løber gennem området fra syd og løber mod Bremen.
Landkreis er en del af Mittelweserregion i Regierungsbezirk Hannover, og grænser (med uret fra vest) til landkreisene Diepholz, Verden og Heidekreis, til Region Hannover og Landkreis Schaumburg (alle i Niedersachsen) samt Kreis Minden-Lübbecke (i Nordrhein-Westfalen).

## Historie
Fra den tidlige middelalder til slutningen af 16. århundrede var området centrum i Grevskabet Hoya. Hen herskende familie uddøde i 1582, og den centrale og sydlige del af området blev annekteret af Hertugdømmet Braunschweig-Lüneburg. I 1705 blev Nienburg- og Hoya- en del af Kurfyrstendømmet Braunschweig-Lüneburg med hovedsæde i Hannover.
I 1866 blev Kongeriget Hannover annekteret af Preussen som etablerede Landkreis Nienburg og Landkreis Stolzenau som blev lagt sammen i 1932.

## Byer og kommuner
Landkreisen havde 121386  indbyggere pr.  2018-12-31

| Byer |
| --- |
| 1. Nienburg/Weser, administrationsby (31550) 2. Rehburg-Loccum, by [adm: Rehburg] (10110) 3. Steyerberg, Flecken (5194) |

| - 1. Samtgemeinde Grafschaft Hoya (16766) 1. Bücken, (2101) 2. Eystrup (3364) 3. Gandesbergen (471) 4. Hämelhausen (587) 5. Hassel (Niedersachsen) (1775) 6. Hilgermissen (2161) 7. Hoya, by * (3865) 8. Hoyerhagen (942) 9. Schweringen (781) 10. Warpe (719) - 2. Samtgemeinde Heemsen (6077) 1. Drakenburg, Flecken (1742) 2. Haßbergen (1603) 3. Heemsen (1712) 4. Rohrsen * (1020) - 3. Samtgemeinde Liebenau (6149) 1. Binnen (1010) 2. Liebenau, Flecken * (3877) 3. Pennigsehl (1262) | - 4. Samtgemeinde Marklohe (8476) 1. Balge (1700) 2. Marklohe * (4577) 3. Wietzen (2199) - 5. Samtgemeinde Mittelweser (15944) 1. Estorf (1701) 2. Husum (2363) 3. Landesbergen (2714) 4. Leese (1691) 5. Stolzenau * (7475) - 6. Samtgemeinde Steimbke (7212) 1. Linsburg (954) 2. Rodewald (2538) 3. Steimbke * (2458) 4. Stöckse (1262) - 7. Samtgemeinde Uchte (13908) 1. Diepenau, Flecken (3862) 2. Raddestorf (1845) 3. Uchte, Flecken * (4956) 4. Warmsen (3245) 1administrationsby for Samtgemeinde; 2by |